# Połczyn-Zdrój (gmina)
Połczyn-Zdrój – gmina miejsko-wiejska w północno-zachodniej Polsce, położona jest w środkowej części województwa zachodniopomorskiego, w powiecie świdwińskim, położona na Pojezierzu Drawskim. Siedzibą gminy jest miasto Połczyn-Zdrój.
Według danych z 31 grudnia 2016 r. gmina miała 15 531 mieszkańców.
Miejsce w województwie (na 114 gmin):

powierzchnia 12., ludność 21.

## Położenie
Gmina znajduje się w środkowej części województwa zachodniopomorskiego, we wschodniej części powiatu świdwińskiego.
Do 31 grudnia 1998 r. wchodziła w skład województwa koszalińskiego.
Sąsiednie gminy:
- Rąbino i Świdwin (powiat świdwiński)
- Białogard i Tychowo (powiat białogardzki)
- Czaplinek, Drawsko Pomorskie i Złocieniec (powiat drawski)
- Barwice (powiat szczecinecki)

Według danych z 1 stycznia 2009 powierzchnia gminy wynosi 344,30 km². Gmina stanowi 31,4% powierzchni powiatu.
Gmina jest położona na Pojezierzu Drawskim. Południowo-wschodnia część znajduje się w granicach Drawskiego Parku Krajobrazowego, na terenie którego znajduje się rezerwat przyrody Dolina Pięciu Jezior. Na zachód od parku inny rezerwat, Torfowisko Toporzyk. Przez gminę przepływa rzeka Dębnica, dopływ Parsęty. W gminie znajdują się źródła 2 rzek: Drawy (w sołectwie Ogrodno) i Regi (w sołectwie Bronowo).
Tereny leśne zajmują 35% powierzchni gminy, a użytki rolne 53%.
Lasy w gminie Połczyn Zdrój zajmuj obszar 13 067 ha, a lesistość gminy wynosi 36,51%. Powierzchnia lasów w gospodarstwach indywidualnych wynosi 584ha, a pozostałe to lasy państwowe i samorządowe.

## Warunki naturalne

### Ukształtowanie powierzchni
W gminie Połczyn-Zdrój występują najwyższe wzniesienia w powiecie świdwińskim: Wiatraczna Góra – 203,2 m n.p.m. oraz Wola Góra – 219,2 m n.p.m. z wieżą widokową.
Krajobraz gminy jest niezwykle urozmaicony przechodząc stopniowo od płaskiego na północy do silnie pofałdowanego na południu. Wysokie wzgórza morenowe (sięgające 200 m n.p.m.) porośnięte lasami mieszanymi i liściastymi, liczne jeziora tworzą piękno krajobrazu zwanego Szwajcarią Połczyńską. Jest to ciąg wzniesień morenowych, pośród których na trasie Połczyn-Zdrój – Czaplinek znajduje się utworzony w 1987 r. rezerwat krajobrazowy Dolina Pięciu Jezior, będący najefektowniejszym pod względem widokowym fragmentem pojezierza.

### Wody powierzchniowe
Sieć rzeczna gminy jest silnie rozbudowana. Przez teren Połczyna przepływa kilkanaście rzek w tym do ważniejszych zaliczyć można rzeki: Parsęta, Wogra, Dębnica, Bliska Struga, Mogilica, Bukowa, Drawa, Rega, Kokna i Rakowiec. Liczba jezior jest niewielka, są to głównie jeziora rynnowe, zastoiskowe lub wytopiskowe. Jeziora te mają stosunkowo małą powierzchnię zlewni, zasilane są głównie przez wody podziemne. Oprócz jezior specyficznym elementem sieci hydrologicznej są sztuczne zbiorniki wodne jakimi są licznie występujące stawy rybne. Znajdują się one w dolinie rzek: Bukowej w Bolkowie, Tychówku; Wogry w Gaworkowie; Bliskiej Strugi w Popielewie oraz Mogilicy. Wiele małych jezior bez oczek wytopiskowych, wielkości od kilkudziesięciu metrów kwadratowych do 1,0 ha występuje głównie w południowej i środkowej części gminy. Oddany kilka lat temu do użytku zbiornik retencyjny „Połczyn Zdrój” pełni rolę zbiornika przeciwpowodziowego na rzece Wogrze. W związku z jego budową zaplanowano uruchomienie na zaporze elektrowni wodnej o mocy ponad 9 kW. Sam zbiornik zaś wykorzystywany jest również turystycznie i rekreacyjnie (stanowiąc popularne miejsce wśród okolicznych wędkarzy).

### Hydrografia
Gmina położona jest w obrębie dwóch głównych zlewni hydrograficznych: zlewni rzek Przymorza i zlewni dorzecza Odry (pośrednio przez zlewnie Drawy i Warty). Przez gminę przebiega w układzie równoleżnikowym główny (I stopnia) dział wodny kraju. Występujące jeziora maj charakter: rynnowy (jeziora w dolinie górnej Wogry: Resko Górne, Jezioro Kłokowskie), zastoiskowy (Jezioro Kołackie), wytopiskowy (bardzo duża liczba oczek wytopiskowych znajduje się w południowej i południowo-zachodniej części gminy). Obszar gminy to strefa marginalna utworów polodowcowych, są więc tutaj źródliska wielu rzek lub ich dopływów. Ze strefy moren czołowych wypływają: Drawa i jej dopływy: Rakon i Kokna, które płyną w kierunku południowym i należą do zlewni Odry, Wogra, Mogilica, Rega, Bliska Struga i Bukowa, które płyną w kierunku północnym zasilając rzeki wpadające bezpośrednio do Bałtyku (Parsętę i Regę).

### Warunki klimatyczne
Klimat gminy wykazuje charakter przejściowy pomiędzy klimatem morskim, a klimatem kontynentalnym. Część północna powiatu pokryta przeważnie równinnymi terenami sandrowymi wykazuje cechy klimatu morskiego. Pozostała część południowa i centralna, zróżnicowana konfiguracyjnie, wykazuje cechy klimatu kontynentalnego. Okres wegetacyjny rozpoczyna się około 5 kwietnia i kończy się w listopadzie. W okresie wiosennym przeważają wiatry suche i często sto mroźne z północy i wschodu, a w okresie letnim przeważają wiatry zachodnie i południowo-zachodnie, przynoszące deszcz, w okresie zimy przeważają ciepłe wiatry południowo-zachodnie i zachodnie przynoszące zmianę pogody. Obszar gminy położony jest w obrębie trzech krain klimatycznych.

## Demografia
Według danych z 31 grudnia 2016 r. gmina miała 15 531 mieszkańców. Gminę zamieszkuje 32,5% ludności powiatu. Gęstość zaludnienia wynosi 45,1 osoby na km².

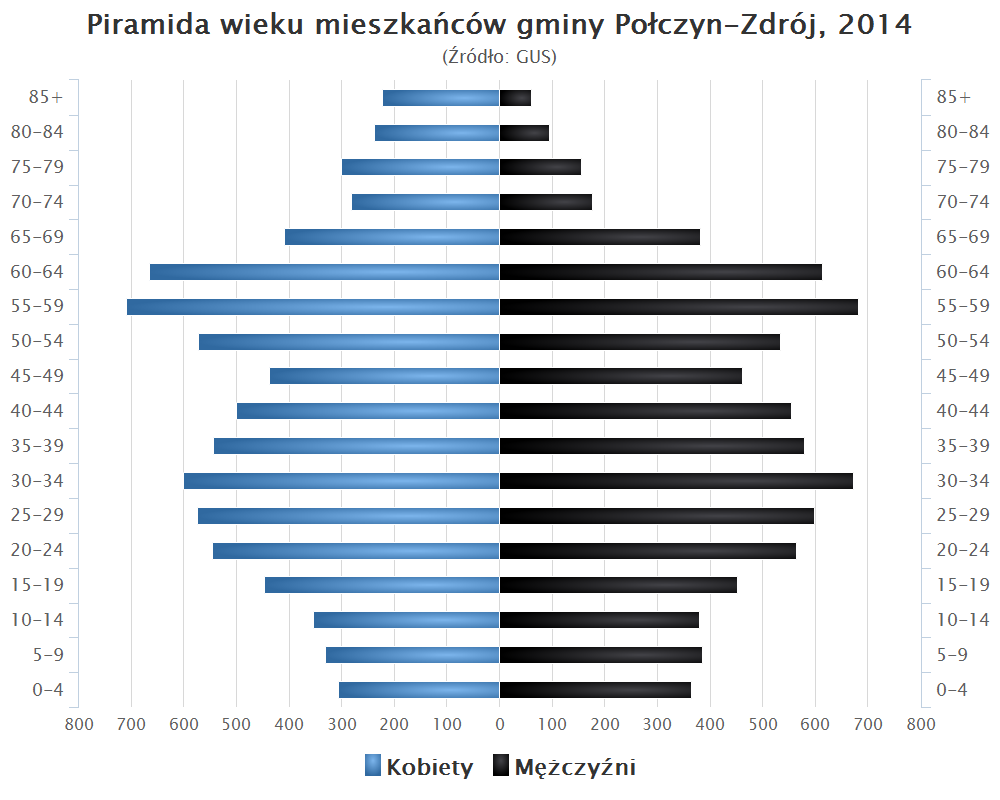
Piramida wieku mieszkańców gminy Połczyn-Zdrój w 2014 roku

Dane z 31 grudnia 2016:
| Opis           | Ogółem | Ogółem | Kobiety | Kobiety | Mężczyźni | Mężczyźni |
| -------------- | ------ | ------ | ------- | ------- | --------- | --------- |
| Jednostka      | osób   | %      | osób    | %       | osób      | %         |
| Populacja      | 15 531 | 100    | 7945    | 51,16   | 7586      | 48,84     |
| Miasto         | 8265   | 53,22  | 4351    | 28,01   | 3914      | 25,20     |
| Obszar wiejski | 7266   | 46,78  | 3594    | 23,14   | 3672      | 23,64     |

## Miejscowości
Miasto: Połczyn-Zdrój
Miejscowości gminy: Bolkowo, Bronowo, Brusno, Buślary, Czarnkowie, Gaworkowo, Kołacz, Lipno, Łęgi, Łośnica, Nowe Resko, Ogartowo, Ogrodno, Ostre Bardo, Popielewo, Przyrowo, Redło, Sucha-Borkowo, Szeligowo, Toporzyk, Wardyń Górny, Zajączkowo, Zajączkówko, Borucino, Bronówko, Brzękowice, Brzozowica, Buślarki, Dobino, Dziwogóra, Gawroniec, Głażówka, Grabno, Gromnik, Grzybnica, Imienko, Jaźwiny, Jelonki, Kapice, Karsin, Karwie, Kłokowo, Kłokówko, Kocury, Kołaczek, Łąkówko, Łężek, Międzyborze, Milice, Niemierzyno, Nowe Borne, Nowe Ludzicko, Nowy Toporzyk, Ogartówko, Ostrowąs, Pasieka, Plebanówka, Połczyńska, Popielawy, Popielewice, Popielewko, Porąbka, Prosno, Przyrówko, Rzęsna, Sękorady, Skarbimierz, Słowianki, Smogorze, Stare Resko, Strosławiec, Tychówko, Wardyń Dolny, Widów, Zaborze, Zdroiska, Zdroje, Żołędno

## Administracja i samorząd
W 2016 r. wykonane wydatki budżetu gminy Połczyn-Zdrój wynosiły 60,2 mln zł, a dochody budżetu 60,9 mln zł. Zobowiązania samorządu (dług publiczny) według stanu na koniec 2016 r. wynosiły 21 mln zł, co stanowiło 34,4% poziomu dochodów.
Gmina Połczyn-Zdrój jest obszarem właściwości Sądu Rejonowego w Białogardzie, jednakże sprawy wieczystoksięgowe, sprawy z zakresu prawa karnego, karnego skarbowego i sprawy wykroczeniowe są obsługiwane przez wydziały zamiejscowe sądu w Świdwinie. Sprawy z zakresu prawa pracy oraz sprawy gospodarcze są rozpatrywane przez Sąd Rejonowy w Koszalinie. Gmina jest obszarem właściwości Sądu Okręgowego w Koszalinie. Gmina (właśc. powiat świdwiński) jest obszarem właściwości miejscowej Samorządowego Kolegium Odwoławczego w Koszalinie.
Mieszkańcy gminy Połczyn-Zdrój wybierają 6 radnych do Rady Powiatu w Świdwinie, a radnych do Sejmiku Województwa Zachodniopomorskiego w okręgu nr 3. Posłów na Sejm wybierają z okręgu wyborczego nr 40, senatora z okręgu nr 99, a posłów do Parlamentu Europejskiego z okręgu nr 13.
Sołectwa: Bolkowo, Bronowo, Brusno, Buślary, Czarnkowie, Gaworkowo, Kołacz, Lipno, Łęgi, Łośnica, Nowe Resko, Ogartowo, Ogrodno, Ostre Bardo, Popielewo, Przyrowo, Redło, Sucha-Borkowo, Szeligowo, Toporzyk, Wardyń Górny, Zajączkowo, Zajączkówko

## Transport
Przez gminę prowadzą drogi wojewódzkie: nr 152 łącząca Połczyn-Zdrój ze Świdwinem (24 km), nr 163 do Czaplinka (28 km) i Białogardu (31 km), nr 172 do Barwic (20 km) i nr 170 z Ogartowa (5 km od Połczyna-Zdroju) do Tychowa (21 km).
Połczyn-Zdrój uzyskał połączenie kolejowe w 1897 r. po otwarciu linii ze Świdwina. W 1903 r. wybudowano odcinek ze Złocieńca przez Barwice do Grzmiącej. W 1991 r. linia Złocieniec – Połczyn-Zdrój została zamknięta, a w 1995 r. większość rozebrana. W 1996 r. zamknięto odcinek do Świdwina, a w 1999 r. do Grzmiącej.
W gminie czynne są 2 urzędy pocztowe: Połczyn-Zdrój (nr 78-320) i Redło (nr 78-325).
Na terenie gminy znajduje się wielofunkcyjne lądowisko Kołacz, zarządzane przez Nadleśnictwo Połczyn.

## Zabytki
- Borkowo – park dworski, k. XIX,
- Borucino – park dworski, 1 poł. XIX,
- Brusno – park pałacowy, 2 poł. XIX,
- Buślary – kościół ewangelicki, ob. rzym.-kat. par. pw. Wniebowzięcia NMP, szach., XIX,
  - zespół dworski z XIX w.: dwór (1878, 1 ćw. XX), budynek gospodarczy, park z aleją dojazdową (pocz. XX)
- Czarnkowie – kościół protestancki, ob. rzym.-kat. (2 poł. XIX)
  - dom szachulcowy (2 poł. XIX)
- Dobino – park dworski, XIX/XX,
- Gawroniec – kaplica ewangelicka pałacowa, ob. kościół fil. pw. św. Teresy, 1828,
  - zespół pałacowy, XVIII/XIX: pałac (XVIII/XIX, 1923), park (1 poł. XIX),
- Kłokowo – park dworski z dziedzińcem folwarcznym, 1 poł. XIX,
- Kocury – park dworski z dziedzińcem folwarcznym (z zabudową), k. XIX,
- Kołacz – kościół ewangelicki, ob. rzym.-kat. fil. pw. św. Karola Boromeusza, szach., XVII, 1840,
  - park pałacowy, 2 poł. XIX,
- Łęgi – kościół ewangelicki, ob. rzym.-kat. fil. pw. Najśw. Serca Pana Jezusa, 1845,
  - park pałacowy, 2 poł. XIX,
- Łośnica – park pałacowy, XVIII, XIX,
- Nowe Ludzicko – park pałacowy, poł. XIX,
- Ogartowo – park pałacowy, XIX,
- Ostre Bardo – kościół ewangelicki, ob. rzym.-kat. fil. pw. św. Katarzyny, szach., XVII/XVII,
- Ostrowąs – zespół dworski (2 poł. XIX): dwór, park z aleją dojazdową (k. XIX), folwark
- Popielewice – park dworski, 1 poł. XIX,
- Popielewko – park pałacowy, 2 poł. XIX,
- Popielewo – kościół, XVIII,
  - park pałacowy, 2 poł. XIX,
- Resko – park pałacowy, 2 poł. XIX,
- Słowianki – park pałacowy, 1 poł. XIX,
- Stare Resko – kościół ewangelicki, ob. rzym.-kat. fil. pw. św. Alojzego, szach.,(dec. zespół dworski i kościelny), cmentarz przykościelny
  - zespół dworski, XVIII-XX, nr rej.: 1167 z 6.06.1983 (dec. zespół dworski i kościelny): dwór, park (2 poł. XIX), 2 budynki gospodarcze
- Sucha – kościół ewangelicki, ob. rzym.-kat. pw. św. Józefata Rzemieślnika, mur.-szach., 1930,
- Toporzyk – kościół ewangelicki., ob. rzym.-kat. par. pw. Wniebowzięcia NMP, 1860,
  - park pałacowy, 2 poł. XIX,
- Tychówko – kościół ewangelicki, ob. rzym.-kat. fil. pw. MB Częstochowskiej, szach., 1739,
  - park pałacowy z aleją dojazdową, 2 poł. XIX,
- Wardyń Dolny – park dworski, 2 poł. XIX,